# Tizgzaouine
Tizgzaouine (franska: Tizgzaouine (CR), Tizgzaouine (Commune Rurale), arabiska: تسوسفي) är en kommun i Marocko.   Den ligger i provinsen Taroudannt och regionen Souss-Massa, i den centrala delen av landet, 400 km söder om huvudstaden Rabat. Antalet invånare är 5 986.